# Dandified Yum

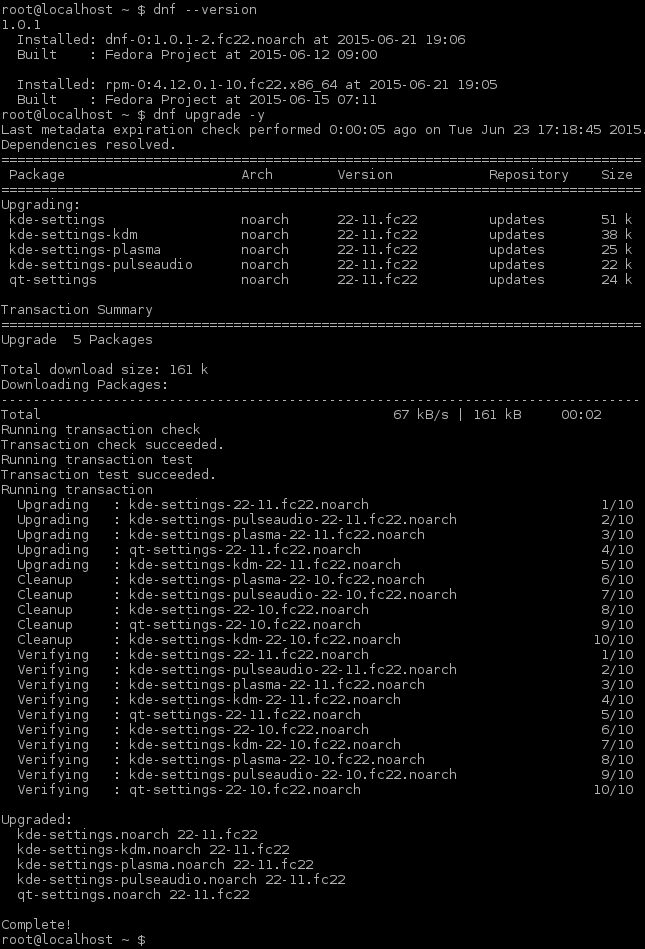
DNF instala actualizaciones en Fedora 22

DNF o Dandified Yum es la versión de próxima generación de Yellowdog Updater, Modified (yum), un gestor de paquetes para distribuciones basadas en RPM. DNF fue introducido en Fedora 18, y fue propuesto para reemplazar a yum en Fedora 22. Lo que DNF pretende mejorar de yum son el rendimiento, el alto uso de memoria, y la lentitud de su resolución de dependencia iterativa. DNF Utiliza libsolv, para resolver las dependencias externas.
DNF es un fork de YUM 3.4

## Uso de DNF
DNF tiene muchas opciones, siendo las más importantes:
Para instalar un paquete de software:
```
sudo dnf install paquete1
```

Para desinstalar un paquete:
```
sudo dnf remove paquete1
```

Para actualizar el sistema:
```
sudo dnf upgrade
```

Para borrar paquetes no utilizados:
```
sudo dnf autoremove
```

En cualquiera de las órdenes anteriores, el modificador -y hace que la orden se ejecute sin pedir confirmación.